# Altenmarkt bei Sankt Gallen
Pour les articles homonymes, voir Altenmarkt.
Altenmarkt bei Sankt Gallen est une commune autrichienne du district de Liezen en Styrie.